# Heliophanus acutissimus
Heliophanus acutissimus là một loài nhện trong họ Salticidae.
Loài này thuộc chi Heliophanus. Heliophanus acutissimus được Wanda Wesołowska miêu tả năm 1986.